# Mūsá Nāranj
Mūsá Nāranj (persiska: موسی نارنج) är en ort i Iran.   Den ligger i provinsen Kermanshah, i den västra delen av landet, 400 km väster om huvudstaden Teheran. Mūsá Nāranj ligger 1 501 meter över havet och antalet invånare är 136.
Terrängen runt Mūsá Nāranj är kuperad söderut, men norrut är den platt. Runt Mūsá Nāranj är det ganska tätbefolkat, med 185 invånare per kvadratkilometer. Närmaste större samhälle är Sarv-e Nāv-e Soflá, 8,4 km nordost om Mūsá Nāranj. Omgivningarna runt Mūsá Nāranj är i huvudsak ett öppet busklandskap.